# Asadipus uphill
Asadipus uphill là một loài nhện trong họ Lamponidae. Loài này được phát hiện ở Queensland.